# Benedikt Carpzov den yngre
Benedikt Carpzov (den yngre), född den 27 maj 1595, död den 30 augusti 1666, var en tysk rättslärd, son till Benedikt Carpzov den äldre, bror till Johann Benedikt Carpzov I.
Carpzov var professor i Leipzig, och författare till en längre berömd Jurisprudentia ecclesiastica (1649), som grundlade episkopalsystemet i  Tysklands evangeliska kyrka.
Genom sina arbeten i straff- och processrätt, främst Practica nova Imperialis Saxonica rerum criminalium (1635) och Processus juris Saxonici (1657), övade Carpzov ett betydande inflytande på rättsskipningen även i andra europeiska länder. Göta hovrätt till exempel åberopade ofta Carpzov i sina domar, och dåtidens svenska juridiska författare, som Claes Rålamb och Johannes Loccenius, hänvisar ofta till Carpzov. 
Carpzov är även känd för det stora antal häxor han avrättat i olika häxerimål.